# Certified Lover Boy
Certified Lover Boy é o sexto álbum de estúdio do rapper canadense Drake, lançado em 3 de setembro de 2021 pela OVO Sound e Republic Records.

## Antecedentes
Em 9 de abril de 2019, Drake anunciou pela primeira vez que estava trabalhando em um novo álbum durante sua turnê Assassination Vacation Tour em Londres. Em junho de 2019, Drake brincou com seu progresso no álbum no Instagram, onde a legenda dizia: "Album mode". Drake anunciou oficialmente seu sexto álbum de estúdio poucas horas antes do lançamento da mixtape Dark Lane Demo Tapes, com lançamento previsto para o verão de 2020. Em 29 de julho, o engenheiro de longa data Noel Cadastre revelou que o álbum está "90% pronto". Em 14 de agosto, Drake anunciou o título do álbum.
Junto com o lançamento do primeiro single do álbum, “Laugh Now Cry Later” com Lil Durk, Drake anunciou o nome do próximo álbum em suas contas nas redes sociais na sexta-feira, 14 de agosto. “Laugh Now Cry Later do meu próximo álbum de estúdio CERTIFIED LOVER BOY,” ele legendou o post. Ele também disse aos fãs em maio, com o lançamento da Dark Lane Demo Tapes, que esperassem que o álbum chegasse em algum momento do verão americano de 2020.
Meses antes do lançamento do álbum,  Drake tentou ter os direitos autorais do nome. De acordo com a Complex, o advogado de Drake tentou registrar uma marca registrada para o termo “Certified Lover Boy”, no entanto, o pedido foi rejeitado para evitar qualquer “confusão” com a banda de rock canadense Loverboy e uma marca de roupas com sede em Michigan chamada Lover’s Lane.
Drake planeja tornar o tempo de execução do álbum um pouco mais curto do que Scorpion. “O álbum está a caminho, prestes a explodir”, disse ele no mês passado em um jogo do Toronto Raptors, revelando que o projeto será mais curto do que Scorpion, que tinha 25 canções. “Este álbum, provavelmente farei uma oferta mais realista, algo mais conciso”, explicou ele. “Em qualquer lugar, o que você quiser, pode ser 10, 11, 16. Eu também faço muitos tipos diferentes de música, então é difícil fazer um álbum de sete músicas ou algo assim. Sim, estou me divertindo agora fazendo música.”

#### Parceria com a Nike
Com o single com Lil Durk chamado “Laugh Now Cry Later”, o rapper Drake liberou um videoclipe filmado na sede da Nike, composto de cenas filmadas na sede da marca de roupas esportivas no Oregon, Estados Unidos, e apresentando participações especiais de atletas patrocinados pela Swoosh. No visual, o rapper de Toronto chega ao HQ da Nike em um Maybach raríssimo e sai com um misterioso par de tênis nos pés. Mais tarde, ele joga basquete com Kevin Durant, joga futebol com Odell Beckham Jr. e é abordado por Marshawn Lynch. O vídeo mostra até Drake visitando a loja especial da Nike, um local lendário nas proximidades, onde funcionários e amigos da marca podem comprar novos produtos a preços promocionais.
Drake foi anteriormente assinado com a marca Jordan da Nike, uma parceria que ele anunciou em 2013. Ele foi apresentado e chegou perto de um acordo com a Adidas em 2018, mas a parceria nunca se materializou. Desde então, o rapper alinhou-se com a Nike, embora nenhuma das partes tenha anunciado oficialmente um acordo.
Mais tarde, o rapper criado em Toronto foi aos Stories do Instagram, onde ofereceu aos fãs uma prévia de alguns novos itens da Nike em colaboração com ele.  Os itens de colaboração da Nike incluem meias, com um grande coração em volta do swoosh da Nike e AIR escrito abaixo do coração, nas versões em preto e branco. Drake também exibiu um boné branco da Nike, com os resquícios de um beijo na aba.

## Lançamento e promoção

### Singles
Em 14 de agosto, Drake lançou o primeiro single do álbum intitulado "Laugh Now Cry Later" com Lil Durk ao lado de seu videoclipe.